# Gollenstein

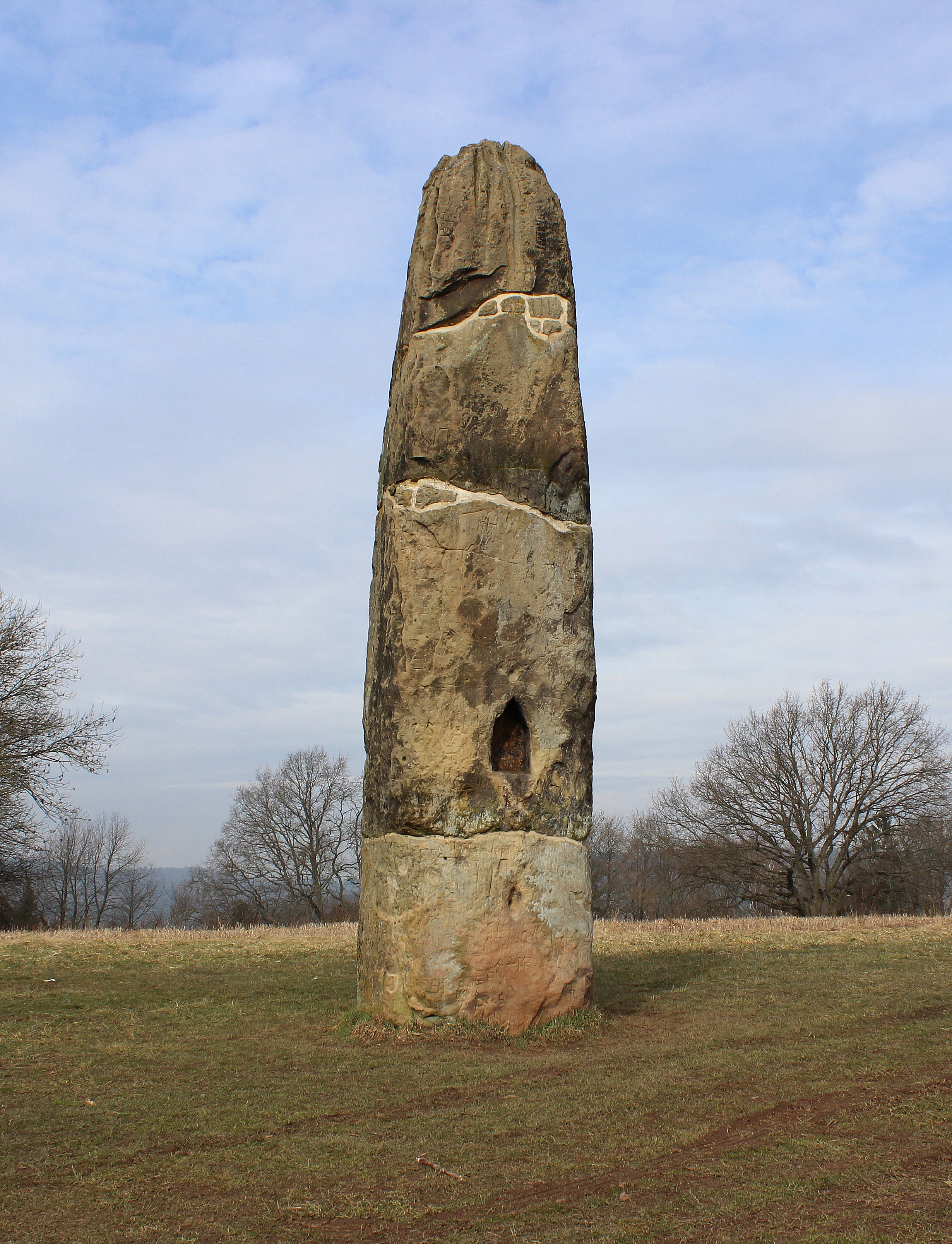
Gollenstein (marzec 2013)

Gollenstein – neolityczny menhir, stojący na wzgórzu na północny zachód od miasta Blieskastel w powiecie Saarpfalz, w niemieckim kraju związkowym Saara. Jest to największy menhir w Europie Środkowej.

## Historia
Wykonany z jasnego piaskowca, menhir został ustawiony pod koniec neolitu, przypuszczalnie około 2000 p.n.e. Ma 6,58 m wysokości. W kamieniu znajduje się nisza zwieńczona symbolem krzyża – kapliczka wyrzeźbiona w XIX wieku w celu „chrystianizacji” pogańskiego monumentu. Prehistoryczne pochodzenie ma natomiast znajdujący się pod niszą ryt przedstawiający antropomorficzną postać, przypuszczalnie jakieś bóstwo.
Pochodzenie nazwy kamienia nie jest jasne. Być może pochodzi od porastających kiedyś wzgórze kwiatów janowca (niem. Ginster). W źródłach XVI-wiecznych menhir wzmiankowany jest jako Guldenstein, Güldenstein i Pirmanstein. Niemiecki onomastyk Hermann Albert Prietze rekonstruował pierwotne brzmienie nazwy jako „Goldenstein”, od składanych rzekomo w tym miejscu pogańskich ofiar (gold/geld).
Jesienią 1939 roku menhir został uznany przez dowództwo Wehrmachtu za punkt orientacyjny dla francuskiej artylerii. Saperzy dokonali wówczas operacji przewrócenia go do wykopanego wcześniej dołu wyścielonego słomą. Dół okazał się jednak za mały, a upadający kamień roztrzaskał się na cztery części. W listopadzie 1951 roku z inicjatywy burmistrza Blieskastel Alfonsa Dawo menhir został sklejony przy pomocy betonu i ustawiony na nowo. Łączenia wykonano jednak niedbale, stąd w miejscach pęknięć widoczne są szczeliny.